# Apollon (Fórmula 1)
Apollon fue un equipo y constructor de Fórmula 1 con base en Suiza. Participó en solo un Gran Premio.
En 1977, el Jolly Club Switzerland compró un Williams FW03 de 1973 diseñado por John Clarke. Al monoplaza se le instaló una carrocería mejorada, se le renombró como Apollon Fly y fue pilotado por Loris Kessel, propietario del equipo, en el Gran Premio de Italia. El monoplaza era muy lento, y se estrelló durante la clasificación.
Antes del GP de Italia, Kessel intentó competir en Bélgica, Francia, Austria y Países Bajos. De todos modos, para Bélgica y Francia, Kessel tuvo problemas de transporte, y para las otras dos carreras, el monoplaza no pudo ser transportado. El motor Ford Cosworth del FW03 se mantuvo, al igual que sus neumáticos Goodyear.

## Resultados

### Fórmula 1
(Clave) (negrita indica pole position) (cursiva indica vuelta rápida)

| Año         | Equipo                 | Chasis | Motor            | Neu. | N.º | Pilotos      | 1   | 2   | 3   | 4   | 5   | 6   | 7   | 8   | 9   | 10  | 11  | 12  | 13  | 14  | 15  | 16  | 17  | Puntos | Pos. |
| ----------- | ---------------------- | ------ | ---------------- | ---- | --- | ------------ | --- | --- | --- | --- | --- | --- | --- | --- | --- | --- | --- | --- | --- | --- | --- | --- | --- | ------ | ---- |
| 1977        | Jolly Club Switzerland | Fly    | Ford Cosworth V8 | G    |     |              | ARG | BRA | RSA | USW | ESP | MON | BEL | SWE | FRA | GBR | GER | AUT | NED | ITA | USA | CAN | JPN | 0      | NC   |
| 1977        | Jolly Club Switzerland | Fly    | Ford Cosworth V8 | G    | 41  | Loris Kessel |     |     |     |     |     |     | DNP |     | DNP |     |     | DNP | DNP | DNQ |     |     |     | 0      | NC   |
| Referencia: |                        |        |                  |      |     |              |     |     |     |     |     |     |     |     |     |     |     |     |     |     |     |     |     |        |      |